# Galeomorphi
Galeomorphi – nadrząd ryb spodoustych w obrębie taksonu Selachii, obejmujący współcześnie żyjące rekiny, charakteryzujące się obecnością płetwy odbytowej. U większości z nich (poza rogatkokształtnymi) brak kolców w płetwach grzbietowych. W zapisie kopalnym są znane od dolnej jury. Takson Galeomorphi jest uznawany za monofiletyczny.

## Klasyfikacja
Do Galeomorphi zaliczane są rzędy:
- Heterodontiformes – rogatkokształtne
- Orectolobiformes – dywanokształtne
- Lamniformes – lamnokształtne
- Carcharhiniformes – żarłaczokształtne